# Bad Boys Blue
Bad Boys Blue este o formație pop din Köln, Germania. Grupul e cunoscut pentru multe hituri internaționale interpretate, printre care "You're A Woman" and "Come Back And Stay".

## Discografie

### Albume
- 1985: Hot Girls, Bad Boys
- 1986: Heart Beat
- 1987: Love Is No Crime
- 1988: My Blue World
- 1989: The Fifth
- 1990: Game Of Love
- 1991: House Of Silence
- 1992: Totally
- 1993: Kiss
- 1994: To Blue Horizons
- 1994: Completely Remixed
- 1996: Bang Bang Bang
- 1998: Back
- 1999: ...Continued
- 1999: Follow The Light
- 2000: Tonite
- 2003: Around the World
- 2008: Heart & Soul
- 2009: Rarities Remixed
- 2010: 25 (The 25th Anniversary Album)
- 2015: 30
- 2018: Heart & Soul (Recharged)
- 2020: Tears Turning To Ice

### DVD
- 2005: Bad Boys Best 1985-2005
- 2007: Bad Boys Best Videos
- 2012: Live On TV

### VHS
- 1990: Bad Boys Best
- 1993: "Love Overload"
- 1998: Bad Boys Best'98